# Kelkoo Group
Kelkoo — європейський сервіс порівняння цін, заснований у Франції в 1999 році.
У 2000 році Kelkoo об'єднався з Zoomit, Dondecomprar і Shopgenie. Компанію купив Yahoo! 26 березня 2004 р. і згодом був проданий Yahoo британській приватній інвестиційній компанії Jamplant у 2008 р. 13 жовтня 2016 року Kelkoo, рекламна плтформа електронної комерції та порівняння цін, оголосила про придбання групи LeGuide, оновивши свій бренд, щоб відобразити придбання: Kelkoo Group.
Kelkoo Group працює в 22 країнах (Австрія, Бельгія, Бразилія, Чехія, Данія, Фінляндія, Франція, Німеччина, Ірландія, Італія, Люксембург, Нідерланди, Норвегія, Польща, Португалія, Росія, Іспанія, Швеція, Швейцарія, Велика Британія, США і Мексика).

## Історія компанії
Компанія Kelkoo була заснована в 1999 році П'єром Чаппазом і Маурісіо Лопесом. Початкове фінансування у розмірі 3 мільйонів доларів було надано Banexi Ventures та Innovacom. Коли Kelkoo об’єдналася з трьома іншими європейськими компаніями, вона поглинула цих засновників в єдиний колектив, до складу якого входили Пер Сильюбергсосен, Вільям Кліппген, Філіп Вілкінсон і Хорхе Гарсія.